# 潭岗站
潭岗站位于江西省南昌县广福镇，是一个沪昆线上的铁路车站，并设有联络线连接京九铁路，邮政编码为330205。车站由南昌局集团南昌车务段管辖，站内设有5条股道，目前为四等站，不办理客货运业务。该车站是沪昆铁路在南昌市的最后一站。
车站于1936年启用，当时站内设有3条到发线和1条专用线。2004年车站停办客运业务。2006年8月10日建成梁家渡至潭岗直通线特大桥，部分直通列车不再需要进入向塘（西）。